# パトリック・ガロワ
パトリック・ガロワ（Patrick Gallois, 1956年4月17日 - ）は、フランスのフルート奏者、指揮者。

## 概要
フランス北部のリール近郊リンゼルの生まれ。パリ音楽院でランパルらに学び、リール・フィルハーモニー管弦楽団の首席奏者を経て、1977年に21歳でフランス国立管弦楽団の首席フルート奏者となった。
1984年にこのポストを辞してからは、ソリストとして各地のオーケストラと共演し、マゼール、バーンスタイン、小澤征爾、ブーレーズ、ベーム、ヨッフム、チェリビダッケらと共演を重ねた。また室内楽にも取り組んでいる。
近年は吹き振りも含めて指揮者としての活動も多い。バロックから現代音楽までレパートリーは広く、ドイツ・グラモフォンやナクソスなどに多くの録音がある。